# Hygelac
Hygelac ist die Figur des im altenglischen Heldenepos Beowulf vorkommenden Königs der Gauten, dessen königlicher Sippe der Held des Epos, Beowulf, angehört. Der als Onkel und väterliches Vorbild Beowulfs fungierende Hygelac ist im Beowulf die einzige historisch überlieferte Figur, sie gibt dem Epos eine reale Dimension. Die mit Hygelac verknüpften historischen Ereignisse und Personen stimmen mit den anderen Überlieferungen überein. Ein historischer Kern gilt für das Epos Beowulf somit als bewiesen.
Die Geschichtsforschung identifiziert Hygelac (rekonstruiertes Urgermanisch: *Hugilaikaz) mit dem von Gregor von Tours bezeugten "Dänenkönig" Chlochilaicus, der zwischen den Jahren 516 und 522 in Gallien einfiel und dort starb. Ebenso wird Hygelac mit dem Rex Getarum im Liber Monstrorum in Verbindung gebracht.

## Leben und Position
Im altenglischen Heldenepos Beowulf wird König Hygelac dem Volksstamm der Gauten zugerechnet. Das Land der Gauten ist neben dem Königssitz Heorot das zweite geographische Zentrum im Beowulf. Es werden jedoch kaum Details zu den Gauten angeführt; der Dichter konnte offensichtlich davon ausgehen, dass diese dem Publikum wohlbekannt waren.
Beowulf ist der Sohn von Ecgþeow und Hygelacs Schwester, das heißt Hygelac ist Beowulfs Onkel. Hygelac, der dritte Sohn des Gautenköngis Hreðel und mit Hygd, der Tochter Haereds verheiratet, hat die Brüder Herebeald und Hæþcyn. Aus der Ehe mit Hygd stammt der Sohn Heardred und eine Tochter, die mit Eofor verheiratet ist.
Die Gauten sind oft in Auseinandersetzungen mit den Schweden verwickelt. Ihr Höhepunkt ist die Schlacht am Rabenholz um 510, an der Hygelac zusammen mit seinem Bruder Hæþcyn teilnimmt. Bei einer Attacke Hæþcyns wird die Gattin des Schwedenkönigs Ongenþeow gefangen genommen. Als sein Bruder in Hrefnesholt mit den Schweden kämpft, kommt Hygelac einen Tag zu spät, als dass er ihn retten könnte: Hæþcyn wird von den Schweden getötet. Doch gelingt es Hygelac, die überlebenden Gauten, die vom Schwedenkönig Ongenþeow belagert werden, zu befreien. Die Schweden fliehen in eine Festung, dort werden sie überwältigt und ihr König Ongenþeow von Eofor erschlagen. Nach dem Tod seines Bruders wird Hygelac König der Gauten.
Später unternimmt Hygelac, mit Beowulf als Gefolgsmann, eine Wikingerfahrt nach Friesland bis zum Niederrhein und von dort zur Nordseeküste, vor deren Erreichen er von den Franken geschlagen wird, wobei er den Tod findet. Dieser Zug gegen die fränkischen Friesen oder Franken, der erste dokumentierte Zug der Wikinger in Westeuropa überhaupt, gilt als historische Tatsache. Hygelac fungiert im Beowulf-Epos als mutiger, kriegerischer König, dem es jedoch an Weitsicht und Klugheit mangelt, womit er nicht als Idealkönig gelten kann.

## Wikingerfahrt nach Friesland
Hygelacs Beutezug nach Friesland wird von der Geschichtsforschung nach dem Bericht in Gregor von Tours' Historia Francorum auf um 521 datiert. Diese Wikingerfahrt ist die einzige Angabe im Beowulf, die sich historisch verifizieren lässt. Im Epos wird von einem zunächst erfolgreichen Raubzug erzählt, der dann – mit der Ermordung Hygelacs und dem Sieg der Hetware – für die Gauten in einem Fiasko endet. Weiter wird von Beowulfs Rache für Hygelacs Tod und seiner anschließenden schwimmenden Flucht berichtet. In der Nachhut erschlägt Beowulf den Feldzeichenträger Daeghrefn, den Mörder Hygelacs, und kehrt mit reicher Beute zu den Gauten zurück. Als Belohnung bieten ihm die Gauten den verwaisten Thron Hygelacs an.
Gewöhnlicher Plünderungswille wird als der Grund für Hygelacs Überfall angeführt, jedoch wird der Überfall von der Forschung auch als ein bewusstes Eingreifen in den Kampf um die Macht im Westen Europas interpretiert, der zwischen dem Ostgoten Theoderich dem Großen und den Franken geführt wurde. Im Bericht über die Wikingerfahrt nach Friesland werden vier Stämme angeführt, gegen die Hygelac kämpfte: die Franken, Friesen, Hetware und Hugas. Mit welchen Volk die Hugas zu identifizieren sind, ist unklar. Im Beowulf-Epos existieren nur wenige geographische Angaben.
Im Allgemeinen wird das Rheindelta als Ort des Überfalls angesehen. Hygelacs Schiffe sind wohl durch das Kattegatt und dann die Nordseeküste entlang gefahren. Offenbar gelangten sie durch die Zuidersee schließlich in die IJssel. Nach dem Überfall entkamen Hygelacs Gefolgsleute leicht auf der Waal wieder Richtung Nordsee. Hygelac selbst wartete jedoch zu lange, er wurde von den Hetware überwältigt und getötet. Hygelac wurde auf einer der Inseln nahe Friesland begraben.

## Historische Quellen
Der im Beowulf erwähnte Überfall Hygelacs auf das Land der frankischen Friesen wird von der Geschichtsforschung mit dem gleichen Beutezug identifiziert, von dem Gregor von Tours in der Historia Francorum berichtet. Der Dänenkönig Chlochilaicius unternahm einen Beutezug zu den Friesen, der durch das Eingreifen des designierten austrasischen Thronfolgers Theudebert mit der Niederlage und dem Tod Chlochilaicius' endete. Ian N. Wood sieht in der Gleichsetzung von Chlochilaich mit Hygelac einen historischen Vorgang, den Morten Axboe mit der von Prokopios und Jordanes hervorgehobenen Machtstärke des im 6. Jahrhundert auftretenden Dänenvolks weiter bekräftigt.
Die Historia Francorum, die um 576 niedergeschrieben wurde, ist die früheste Quelle, die von diesem Überfall berichtet. Im Jahr 1817 nahm Nikolai Grundtvig als erster den Chlochilaicius der Historia Francorum als mit dem Hyelac im Beowulf identisch an und datierte so die Geschehnisse im Beowulf-Epos zwischen die Jahre 515 bis 530.
Auch im anonymen Liber Historiae Francorum, das um 727 geschrieben und auch unter dem Namen Gesta Regum Francorum bekannt wurde, ist Hygelac als Chochilaicus überliefert. Ebenso ist die Figur Hygelac aus dem Liber Monstrorum, aus Snorri Sturlusons Ynglinga saga sowie aus den Gesta Danorum des Saxo Grammaticus bekannt.
Zuerst identifizierte Jacob Grimm den Huiglauc oder Hunclac des Liber Monstrorum. Im Liber Monstrorum wird von einem König der Geten berichtet, der einen Beutezug in das Land der Attuarii (Hattuarien) unternahm. Die Attuarii waren zu dieser Zeit ein nordseegermanischer Stamm, der unter dem Schutz des merowingischen Königs zwischen Unterrhein und Zuidersee siedelte. Hygelac selbst blieb an Bord seines Schiffes, wo er von Theudeberts fränkischen Truppen überfallen und getötet wurde. Sein riesenhafter Leichnam wurde auf einer der Inseln nahe Friesland in der Rheinmündung bestattet.
Im Beowulf und im Liber Monstrorum kommt Hygelac als Gaute vor, doch sowohl in der Historia Francorum als auch in den Gesta Danorum wird er als Däne bezeichnet. Die übereinstimmenden Berichte vom Überfall und Tod Hygelacs in den fränkischen Quellen und im Beowulf verweisen zweifellos auf dasselbe historisch verifizierbare Ereignis. Die skandinavischen Quellen, welche von Hygelac handeln – die Gesta Danorum und die Ynglinga saga – berichten jedoch nichts über Hygelacs Wikingerfahrt zu den Franken.
Außer dem Huglec bei Saxo kommt in der skandinavischen Literatur kein weiterer Gaute vor. So ist es zweifelhaft, ob die Gauten im Beowulf ein reales Volk waren, das dann im Dunkel verschwand, oder ob sie nie existierten bzw. mit den Dänen identisch sind.
Das im Liber Historiae Francorum genannte, jedoch in der älteren Historiografie des Gregor von Tours nicht erwähnte Schlachtgebiet wird wegen seiner offenbar rezeptiven Abhängigkeit vom Beowulf – insoweit die geografische Zuverlässigkeit betreffend – kontrovers diskutiert. Richard A. Gerberding resümiert dahingehend, dass eher dem Verfasser des Liber H. F. das angelsächsische Epos zugänglich gewesen sein dürfte als dem Dichter das fränkische Geschichtswerk. Neben den erzählerischen deuten allerdings sämtliche historische Kontextmerkmale vielmehr auf einen niederrheinisch-friesischen Bereich als, wie etwa von Walter A. Goffart als anachronistisches Gestaltungsmerkmal befürwortet, die z. B. in den Annales sancti Amandi zum Jahr 715 vermerkte Invasion quando Saxones vastaverunt terram Chatuariorum; ein Gebiet, das andere karolingische Quellen als burgundisches pago Athoariorum oder, wie im Liber H. F., als pago Attoarius bezeichnen.

## Namenkundliches
Hygelac, dessen Name in Alliteration zu einigen Namen seiner Verwandten steht (Hreðel, Herebeald, Hæþcyn und Heardred), ist die einzige historisch verifizierbare Person im Beowulf. Sein Name ist historisch, nicht fiktiv. Dennoch weist der Name Hygelac eine narrative Bedeutung auf, da er mit dem Charakter Hygelacs korrespondiert. Der zweigliedrige germanische Name enthält das Erstglied hyge (altenglisch "Gedanken, Herz, Seele") und als Zweitglied lac (altenglisch "Spiel, Kampf, Verwirrung").
Die Komponente -lac ist ein übliches Namenselement, zum Beispiel gibt es die Namen Cuthlac, Ealac, Hadulac mit dieser Komponente, doch muss -lac hier nicht immer dieselbe Bedeutung tragen. Nach læc (altenglisch "Fehlen"), hugr (altisländisch "Sinn, Herz, Wunsch") und leikr (altisländisch "Spiel, Sport") kann der Name Hygelac als "Gedankenspiel" oder "Gemütskampf" oder "Fehlen des Gewissens" interpretiert werden. Er entspricht somit Hygelacs Charakter, wie er im Beowulf geschildert ist.
Das moderne englische Substantiv lack findet keine Entsprechung im Altenglischen. Es wird in der Regel als Lehnform aus dem mündlichen lac ("Fehler, Verlust") oder dem mitteldeutschen lak aufgefasst, das in Zusammenhang mit dem mittelenglischen -lac, dem altfriesischen lek ("Schaden, Verlust") sowie dem altdänischen und mittelschwedischen lak ("Fehler") zu interpretieren ist.
Das mittelenglische -lac kommt oft als Zweitglied mit pejorativer Bedeutung vor. Das hyge wird häufig als Erstglied mit einer zweiten abwertenden Komponente zusammengesetzt und bildet ein abstraktes Nomen oder Adjektiv, das eine negative Gesinnung beschreibt. Diese typische Kombination zeigt auf, dass lac als Zweitglied oft die Bedeutung "Spiel" und "Verwirrung" trägt und zusammen mit hyge die Bedeutung "Frivolität", "Beunruhigung" annehmen kann. In der Völuspá, Vers 28, ist das altisländische Hugleikr als Name enthalten und zudem auch als Adjektiv hugleikin ("sinnverwirrt") überliefert.
Es entspricht der negativen Zeichnung des Charakters Hygelacs im Beowulf, dass Snorri von Hugleikr in der Ynglinga saga als jemandem erzählt, der stets das Vergnügen und die Zerstreuung sucht. Saxo bezeichnet Hugletus bzw. Huglecus sogar als einen unernsten Herrscher.
Im Beowulf wird der Name Hygelacs mit dem seiner Königin, Hygd, dupliziert. Dieser Name Hygd ist außerhalb des Beowulfs kaum belegt und offensichtlich nicht historisch, sondern wohl ein an Hygelac artifiziell angelehnter Name. Auch hier passt die Bedeutung von hyge ("Gedanken") zu dem zum König antipodisch weisen und klugen Charakter Hygds (Sapientia versus Fortitudo).
Richard A. Gerberding überträgt den Namen von Hygelacs Mörder Daeghrefn auf einen merowingischen Dagobert. Mit Hinweis auf die altgermanische Namenforschung von Henry B. Woolf und eine textkritische Beowulf-Datierungsbetrachtung von Walter A. Goffart legt Gerberding eine dadurch hinterlegte Datierungsanspielung vom Epos-Verfasser auf einen zeitgenössischen wie unter gleichem Namen regierenden Frankenkönig nahe. Andererseits geht jedoch der Nordist Hans-Jürgen Hube anhand der nahezu lautgleichen altskandinavischen Form daeg(r)-hrafn von einem scheinbar mythologisiert aufzufassenden fränkischen Krieger aus und überträgt diesen sinngemäß als Tagrabe.
Zum zeitgeschichtlichen Milieu des Hygelac werden für die Deutung der in Zeile 2921 auftretenden merewíoingas gegensätzliche Auffassungen vertreten. Levin Ludwig Schücking zählt zu den ersten Stimmen, die darin nicht die Merowinger, sondern jene mere-wícingas als erzählerischen Sinn machende Meerwikinger erkannt haben wollen. Dagegen gibt jedoch Hans-Jürgen Hube zu bedenken, dass zu der ins 6. Jahrhundert datierten Ereignisebene Wikingerfahrten für diesen scheinbar kulturgeschichtlich zutreffenden Sammelbegriff wohl noch nicht weit verbreitet waren und man im Erzählungskontext „eher eine abschließende Bemerkung zum feindseligen Verhältnis zu den Franken als eine nochmalige Charakterisierung des Hygelac als eines »Seeräubers« erwartet.“